# Олеська волость
Олеська волость — адміністративно-територіальна одиниця Володимир-Волинського повіту Волинської губернії Російської імперії та Української держави. Волосний центр — село Олеськ. 
Наприкінці ХІХ ст. до складу волості увійшли майже усі поселення ліквідованої Перевальської волості, зокрема і село Перевали, натомість до Коритницької волості відійшли села Землиця та Мосур. Волость розширилася на північ і дещо зменшилася на південь.
Станом на 1885 рік складалася з 10 поселень, 8 сільських громад. Населення — 3547 осіб (1757 чоловічої статі та 1790 — жіночої), 459 дворових господарства.
|                     | Площа, десятин | У тому числі орної, дес. |
| ------------------- | -------------- | ------------------------ |
| Сільських громад    | 7740           | 3150                     |
| Приватної власності | 2722           | 627                      |
| Казенної власності  | —              | —                        |
| Іншої власності     | 229            | 108                      |
| Загалом             | 10691          | 3885                     |

Основні поселення волості:
- Олеськ — колишнє державне село за 45 верст від повітового міста, волосне правління, 1450 осіб, 192 двори, православна церква, школа, 2 постоялих будинки.
- Землиця — колишнє власницьке село, 223 особи, 18 дворів, католицька каплиця, постоялий будинок.
- Мосур — колишнє державне село, 543 особи, 88 дворів, православна церква, школа, 2 постоялих будинки.

## Під владою Польщі
18 березня 1921 року Західна Волинь окупована Польщею. Волості було перетворено на ґміни, відповідно, адміністративна одиниця отримала назву ґміна Олєск. Волость входила до Володимирського повіту Волинського воєводства. Межі та склад колишньої волості зберігся, що й за Російської імперії та Української держави.
Польською окупаційною владою на території ґміни інтенсивно велася державна програма будівництва польських колоній і заселення поляками. На 1936 рік ґміна складалася з 29 громад:
1. Хворостів — села: Хворостів і Пілуги;
2. Чеславів — село: Чеславів;
3. Дуліби — села: Дуліби і Вілька-Дулібська;
4. Глибочиця — колонія: Глибочиця;
5. Грабина — колонії: Грабина і Небридів;
6. Янівка — колонія: Янівка;
7. Янинбір — колонія: Янинбір;
8. Ясенівка — колонії: Ясенівка і Аннонівка;
9. Комарів — село: Комарів;
10. Новосілки — село: Новосілки та фільварок: Новосілки;
11. Охотники — село: Охотники, фільварок: Охотники і Підлісся;
12. Олеськ — село: Олеськ;
13. Осереби — село: Осереби;
14. Овлочин — село: Овлочин;
15. Перевали — села: Перевали і Соснівка, селище: Перевали, військове селище: Перевали, фільварки: Перевали і Соснівка та колонія: Мишне;
16. Соколівка — колонія: Соколівка;
17. Сомин — село: Сомин;
18. Славиківка — колонія: Славиківка;
19. Станіславів — колонія: Станіславів;
20. Станіславівка — колонія: Станіславівка;
21. Ставочки — село: Ставочки;
22. Ставок — село: Ставок та фільварок: Ставок;
23. Святе-Озеро — колонія: Святе-Озеро;
24. Туричани — село: Туричани та фільварок: Туричани;
25. Відути — село: Відути;
26. Владинопіль — села: Владинопіль, Пустинка і Петрівка та фільварок: Василівка;
27. Вижгів — село: Вижгів та фільварок: Вижгів;
28. Заглинки — село: Заглинки;
29. Заглобин — військове селище: Заглобин, колонія: Пугачівка та хутір: Стахурок.

Після радянської анексії західноукраїнських земель ґміна ліквідована у зв'язку з утворенням Вербського району.